# غونزالو ديل بونو
غونزالو ديل بونو (بالإسبانية: Gonzalo del Bono)‏ هو لاعب كرة قدم أرجنتيني، ولد في 8 فبراير 1981 في مدينة رافاييلا في الأرجنتين. لعب مع ريفر بليت.

## وصلات خارجية
- غونزالو ديل بونو على موقع قاعدة بيانات كرة القدم.إي يو (الإنجليزية)
- غونزالو ديل بونو على موقع Soccerway.com (الإنجليزية)